# Палац губернаторів (Львів)
Пала́ц губерна́торів — пам'ятка історії й архітектури у Львові, резиденція намісників (губернаторів) Королівства Галичини та Володимирії. Будівля належить до типу палацової архітектури пізнього класицизму (ампір). Розташована за північною межею середньовічного міста, прилягає до будівлі Галицького намісництва.
Адреса: вул. Винниченка, 16.
Споруду перебудували під палац за проєктом архітектора Гельмана у 1821 році, у кінці XIX століття її було реконструйовано.
Будівля в плані є Г-подібною, вона витягнута вздовж вулиці, цегляна, триповерхова з бічними ризалітами різної ширини, завершеними трикутними фронтонами. Ризаліти на висоту двох верхніх поверхів оформлені пілястрами іонічного ордеру. По центру над входом розташований балкон на металевих фігурних кронштейнах. Вікна 2-го та 3-го поверхів обрамлені профільованою лиштвою.